# Sbor (obwód Kyrdżali)
Sbor (bułg. Сбор) – wieś w Bułgarii, w obwodzie Kyrdżali, w gminie Krumowgrad. W 2024 roku liczyła 3 mieszkańców.